# Fabiano Mixo
Fabiano Mixo (Nova Iguaçu, Rio de Janeiro) é um cineasta e artista visual brasileiro que atua no campo da Realidade virtual e Realidade aumentada.
Mixo estudou Comunicação Social na Pontifícia Universidade Católica do Rio de Janeiro, Novas Mídias no EAV Parque Lage e formou-se em cinema na FilmArche, em Berlim. Em 2016, lançou o curta experimental "Woman Without Mandolin", sobre a atriz Miriam Goldschmidt [de], pelo qual ganhou o prêmio Lumen Prize [en] de pública e o prêmio EMAF-Medienkunst, da Associação de Crítica de Cinema Alemã (Verband der Deutschen Filmkritik) . Em 2017, lançou a obra híbrida "Cartas a Lumière: a chegada do trem à estação", parte videoinstalação, montada e exibida no Oi Futuro do Rio de Janeiro, parte documentário em Realidade Virtual, filmado na Central do Brasil, que promove uma releitura do início do cinema sob a ótica das novas mídias. Em 2019, em parceria com a empresa de Realidade Virtual Oculus, lançou o documentário em VR "Children do not play war", sobre crianças de Uganda forçadas a ingressarem no Exército de Resistência do Senhor de Joseph Kony. Mixo participou de importantes laboratórios e festivais nacionais e internacionais como a Mostra Internacional de Cinema de São Paulo, o Festival de Cinema de Tribeca, o Festival de Gramado e o Berlinale Talents [en]. Em 2021, foi contemplado com uma bolsa do Instituto de Tecnologia de Massachusetts (MIT).
Em 2019, fundou a produtora VILD Studio. 

## Filmografia
- Woman Without Mandolin (2016)
- Cartas a Lumière: a chegada do trem à estação (2017)
- Children do not play war (2019)